# Zorzines contradicta
Zorzines contradicta är en fjärilsart som beskrevs av Inoue 1991. Zorzines contradicta ingår i släktet Zorzines och familjen nattflyn. Inga underarter finns listade i Catalogue of Life.